# Bubesheim
Bubesheim – miejscowość i gmina w Niemczech, w kraju związkowym Bawaria, w rejencji Szwabia, w regionie Donau-Iller, w powiecie Günzburg, wchodzi w skład wspólnoty administracyjnej Kötz. Leży około 5 km na południowy zachód od Günzburga, przy autostradzie A8.

## Demografia
| Rok  | Liczba mieszk. |
| ---- | -------------- |
| 1970 | 819            |
| 1987 | 1 149          |
| 2000 | 1 406          |

## Polityka
Wójtem gminy jest Walter Sauter, poprzednio urząd ten obejmował Adolf Buck, rada gminy składa się z 12 osób.
|      | CSU | FW | UBL | UWB | Razem |
| 2008 | 5   | 4  | 3   | –   | 12    |
| 2002 | 4   | 4  | 3   | 1   | 12    |